# هیلمن
هیلمن، (به انگلیسی: Hillman) شرکت خودروسازی بریتانیایی بود که توسط هیلمن موتور، در سال ۱۹۰۷ تأسیس شد. کارخانه اصلی و دفتر مرکزی آن، واقع در روستای رایتون آن دانسمور در نزدیکی شهر کاونتری است. قبل از سال ۱۹۰۷ هیلمن یک شرکت دوچرخه سازی بود. شرکت جدید هیلمن زیر نظر برادران روتس، در سال ۱۹۲۹ از هامبر خریداری شد و هیلمن به عنوان شرکت خودروهای کوچک مورد استفاده قرار گرفت.

## تاریخچه

### ریشه

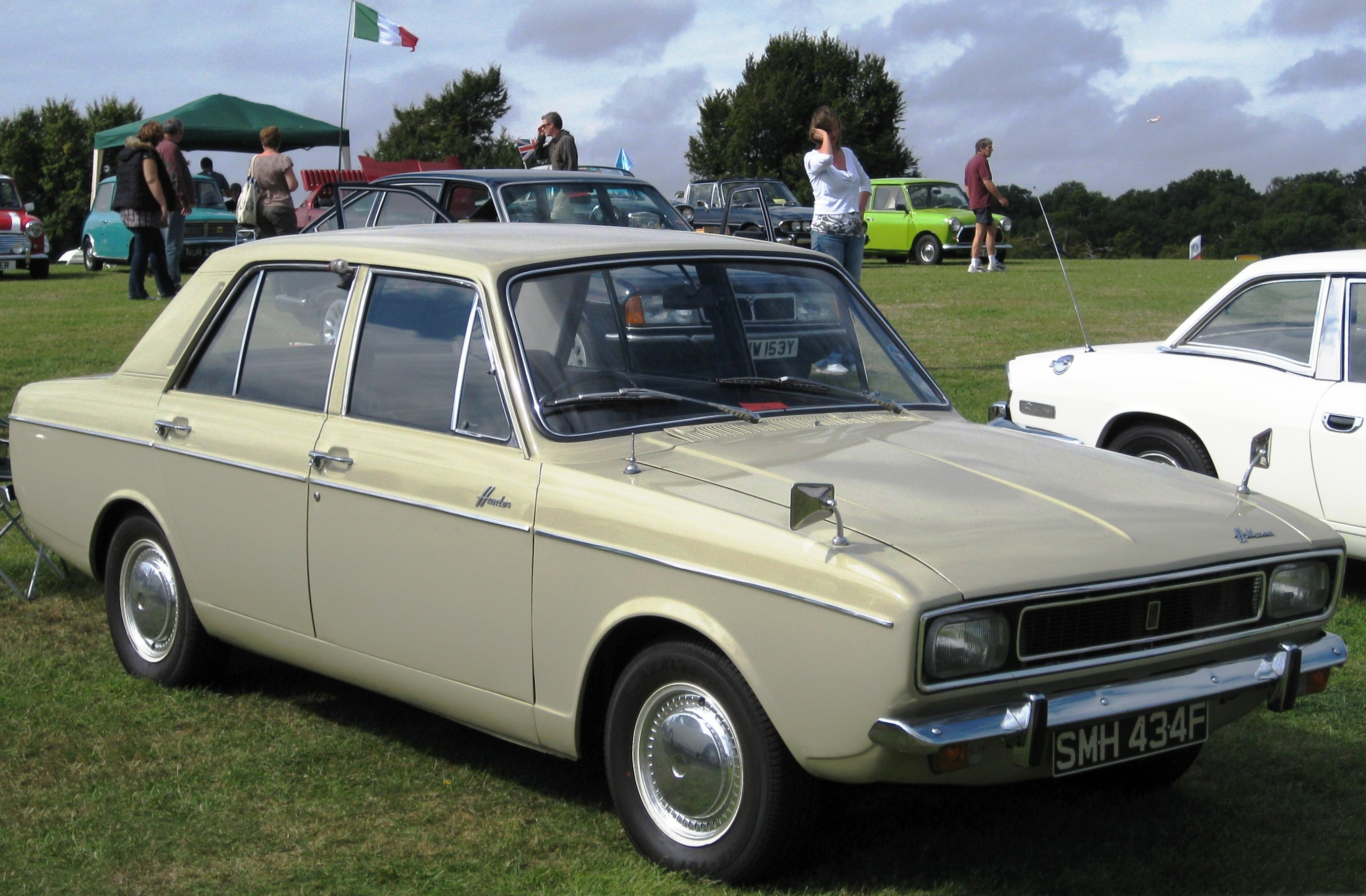
هیلمن هانتر

در سال ۱۸۵۷ جوزاپا ترنر و جیمز استارلی یک کمپانی تولید ماشین آلات در کاونتری راه اندازی کردند و مهندسان ماهر را از لندن استخدام کردند. یکی از این مهندسان، ویلیام هیلمن بود. در سال ۱۸۶۹ نام کمپانی، به کمپانی ماشین آلات کاونتری تغییر کرد، و مانند بسیاری از تولیدکنندگان دیگر، اقدام به تولید ولوسپید کرد. در سال ۱۸۷۰، هیلمن و استارلی دوچرخه ای جدید به نام آریل اختراع کردند. در سال ۱۸۸۵ با دو شریک خود، به نام‌های هربرت و کوپر، اقدام به تولید دوچرخه کانگورو کردند. هیلمن شرکت جدید خود را به زودی تأسیس کرد و قبل از قرن بیستم هیلمن به یک میلیونر تبدیل شد.